# Bertha Belmore
Bertha Belmore, pseudonimo di Bertha Cousins (Manchester, 22 dicembre 1882 – Barcellona, 14 dicembre 1953), è stata un'attrice inglese.

## Biografia
Bertha Belmore nacque da William Henry Cousins e Mary Anne Pearce, entrambi di Burnage, un sobborgo di Manchester, in una famiglia che non si occupava di attività teatrale.
Bertha Belmore fu una brillante attrice comica britannica, sul palco dall'età di sette anni.
Quando era ancora una bambina, nel 1889, Bertha apparve per la prima volta sul palcoscenico come una delle "Six Sunbeams", una troupe di giovani itineranti, che cantavano, ballavano e recitavano delle fiabe; Bertha Belmore suonava lo xilofono stando in piedi su una scatola.
Nel 1890, andò in tournée con i "John Tiller Girls" in Gran Bretagna e in Europa con i "Harwood's Juveniles", uno sviluppo dei "Six Sunbeams".
Il suo debutto come attrice professionista avvenne all'età di otto anni al Princes Theatre di Manchester, nella pantomima natalizia dei bambini, intitolata Robinson Crusoe, genere nel quale per molte stagioni Bertha Belmore si esibì.
Negli anni seguenti Bertha Belmore apparve nei principali teatri di varietà come una delle "Belmore Sisters".
Si sposò con l'attore Herbert Belmore nel giugno 1905, tuttavia, per ragioni di salute, Herbert Belmore dovette trasferirsi in America, e Bertha lo seguì un anno dopo, dando inizio alla sua lunga carriera di attrice negli Stati Uniti d'America.
Realizzò tour negli Stati Uniti, nel 1911 con Sir Philip Barling Ben Greet e i suoi "Shakespearean Players" e recitò a Broadway dal 1923.
Dopo gli esordi nel mondo dello spettacolo come ballerina e attrice di pantomime, nel 1912 passò al teatro di prosa, ottenendo i maggiori consensi e successi a New York nella rivista e nella commedia musicale.
Per due anni fu nelle Ziegfeld Follies di Florenz Ziegfeld e nel 1932 comparve in Show Boat al Casino Theatre.
Il teatro di prosa la vide emergere in Antigone di Jean Anouilh (1946) e in Gigi di Colette e Anita Loos (1951).
Si dedicò anche alla recitazione cinenatografica, dove si mise in evidenza interpretando Over She Goes (1937), Yes, Madam? (1939) e The Midas Touch (1940).
Il suo ruolo più significativo risultò quello di Pomposia nella commedia musicale By Jupiter (1942), in cui interpretò la parte di una matrona della società la cui dignità finisce invariabilmente a brandelli.
Morì il 14 dicembre 1953 a Barcellona, in Catalogna, in Spagna.

## Filmografia
- Sinfonia d'amore (Blossom Time), regia di Paul L. Stein (1934)
- Giglio infranto (Broken Blossoms), regia di John Brahm (1936)
- Over She Goes, regia di Graham Cutts (1937)
- Let's Make a Night of It, regia di Graham Cutts (1938)
- She Couldn't Say No, regia di Graham Cutts (1939)
- Yes, Madam?, regia di Norman Lee (1939)
- Discoveries, regia di Redd Davis (1939)
- The Midas Touch, regia di David MacDonald (1940)